# Silberamid
Silberamid ist eine anorganische chemische Verbindung des Silbers aus der Stoffgruppe der Metallamide.

## Gewinnung und Darstellung
Silberamid kann durch Reaktion von Silbernitrat mit Kaliumamid in Ammoniak gewonnen werden.
{\displaystyle \mathrm {AgNO_{3}+KNH_{2}\longrightarrow AgNH_{2}+KNO_{3}} }

## Eigenschaften
Silberamid ist ein weißer kristalliner Feststoff, der beim Trocknen zu einer dunklen, teils schwarz gefärbten Masse zusammenschrumpft. Im trockenen Zustand ist die Verbindung äußerst explosiv. Bei Abkühlung auf −190 °C verändert sich die Explosivität der Substanz kaum. Lichteinwirkung bewirkt eine Dunkelfärbung, energiereiche Strahlung (Blitzbestrahlung) bewirkt Detonation.